# Semiótica visual
La semiótica visual es una rama de la semiología (semiótica) que trata sobre el estudio o interpretación de las imágenes, objetos e incluso gestos y expresiones corporales, para comprender o acoger una idea de lo que se está visualizando. Por ejemplo, una persona que asiste a una exposición de pintura utiliza la semiótica visual para interpretar la imagen observada.
Forman parte de la semiótica visual, muchos campos, como por ejemplo:
- Lenguaje de señas.
- Señales de tránsito (informativas, preventivas, reglamentarias).
- Obras de arte, como por ejemplo la pintura, la arquitectura.
- Señales de movimiento y acción (utilizadas en el ejército).
- Caricaturas.
- Vallas publicitarias.
- Imágenes en general.

## El aporte del Grupo µ

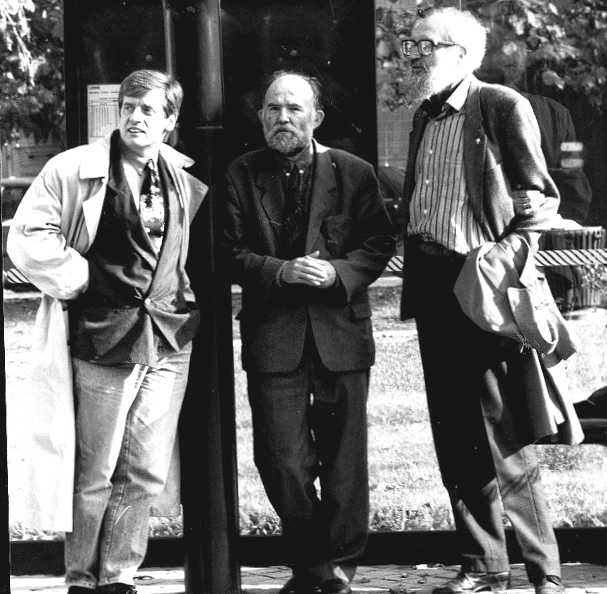
El Grupo µ en 1991 : J.-M. Klinkenberg, P. Minguet, F. Edeline.

El Grupo µ se estaba, desde sus comienzos, confrontado con los hechos de comunicación visual. Sin embargo, la situación era aquí bien diferente de este que era en el momento de la elaboración de Retórica general. En los años 60 pues, existía un corpus de conceptos lingüísticos inmediatamente utilizable: bastaba pues explotarlos para elaborar una retórica lingüística contemporánea. Nada de parecido con la retórica visual: lo que se daba entonces como "semiótica visual", si se excluye las proposiciones de Christian Metz, Umberto Eco y de Nelson Goodman, no era más que crítica de arte subjetiva, que se presentaba bajo el disfraz de un lenguaje técnico oscuro y aproximado. Antes de lanzarse en una retórica de la imagen, el Grupo µ tuvo pues que elaborar el corpus teórico necesario. Es allí el origen de su contribución a la semiótica visual: su Tratado del signo visual (1992) (cuyo Göran Sonesson ha podido decir que era en la comunicación visual lo que el Curso de no lingüística general de Ferdinand de Saussure estuvo a la lingüística) elaboraba una gramática general de la imagen, independientemente del tipo de corpus considerado. Los desarrollos posteriores en relación con los sistemas de representación gráfica como son la Perspectiva y Sistema Monge, habilitaron finalmente el concepto más general de Lenguaje Gráfico del Diseño, que quedó plasmado con el Lenguaje Gráfico TDE (Jannello 1977; 1984; Guerri 1984; 1988; 2003).
La distinción fundamental planteada por el Grupo entre signo icónico y signo plástico ha permitido revisitar la cuestión de la arbitrariedad y de la motivación del signo icónico.
Esta semiótica visual contribuye a su vez a la semiótica general: pues una cuestión encontrada en este momento por el Grupo fue la de la relación entre la experiencia (sensorial) y el significado, cuestión muy general, ya que encuentra aquella del origen mismo del sentido. La originalidad de la contribución del Grupo es de haber lanzado un puente entre las disciplinas cognitivas y una semiótica de tradición a menudo inmanente. Ella demuestra en efecto que el sentido se elabora a partir de percepciones elementales, integrando y organizando los estímulos gracias a mecanismos perceptivos especializados, en un transcurso de abstracción que lleva a categorizar la experiencia. El Grupo ha así trabajado a la elaboración de una semiótica cognitiva, hoy día desarrollada en sus Principia semiótica (Bruselas, Les Impressions nouvelles, 2015). 

## Asociación Internacional de Semiótica Visual
Desde 1989 existe la Asociación Internacional de Semiótica Visual (en inglés, International Association for Visual Semiotics; en francés, Association internationale de sémiotique visuelle ).
Su presidente actual es José Luis Caivano y, el secretario general, Göran Sonesson. Previamente han sido presidentes Jean-Marie Klinkenberg, miembro fundador del Grupo µ, Paolo Fabbri, Ana Claudia de Oliveira, Jacques Fontanille, Fernande Saint-Martin y Michel Costantini.
Esta asociación ha realizado los siguientes congresos: 
- 1990: Blois, Francia, organizado por el Ministerio de Cultura y Comunicación.
- 1992: Bilbao, España, organizado por la Universidad del País Vasco.
- 1994: Berkeley, California, EE. UU., organizado por la Universidad de California en Berkeley.
- 1996: San Pablo, Brasil, organizado por la Pontificia Universidad Católica de San Pablo.
- 1998: Siena, Italia, organizado por la Universidad de Siena.
- 2001: Quebec, Canadá, organizado por la Universidad Laval.
- 2003: Ciudad de México, México, organizado por el Tecnológico de Monterrey.
- 2004: Lyon, Francia, organizado por la Universidad Lumière.
- 2007: Estambul, Turquía, organizado por la Universidad de la Cultura de Estambul.
- 2010: Venecia, Italia, organizado por el Instituto Universitario de Arquitectura de Venecia.
- 2012: Buenos Aires, Argentina, organizado por la Universidad de Buenos Aires (https://web.archive.org/web/20180828050644/http://www.aisv2012.org/).

Semiótica en el cine